# لوتارو تشافيز
لوتارو تشافيز (بالإسبانية: Lautaro Chávez) هو لاعب كرة قدم أرجنتيني في مركز الهجوم، ولد في 17 يناير 2001 في Lavalle, Corrientes ‏ في الأرجنتين. لعب مع جيمناسيا لابلاتا.

## وصلات خارجية
- لوتارو تشافيز على موقع قاعدة بيانات كرة القدم.إي يو (الإنجليزية)
- لوتارو تشافيز على موقع Soccerway.com (الإنجليزية)